# 1980年夏季奥林匹克运动会几内亚代表团
1980年夏季奥林匹克运动会几内亚代表团是几内亚派出的1980年夏季奥林匹克运动会代表团。